# 韜略元機
《韜略元機》，中國象棋棋譜，清朝南京人士張惠春等九人編著，原名為韜略玄機，後因避康熙皇帝名諱改名。現存古本皆是康熙四十六年（西元1707年）的版本，為清朝四大殘排局譜之一。
此書共6卷，前卷以殘排局為主，後卷介紹全局、讓子讓先局。其特色是收集了清朝前期流傳的江湖棋局，並改變明代殘排棋譜以紅勝的傾向，代以和局。由於多人編輯，原書不少是同局但不同名的棋局。

## 外部連結
- 中國象棋古譜簡介[永久]